# طليعة هرمون
طليعة هرمون هو مركب كيميائي طليعي يخزن في الجسم ويتحول إلى الهرمونات الموافقة ريثما يتم إفرازها؛ وتلاحظ عادة في الهرمونات الببتيدية والبروتينية.
يمكن لطلائع الهرمونات أن تنتقل في مجرى الدم على هيئة هرمون عير مفعّل؛ والذي يكون جاهزاً للتنشيط في الخلية في خطوة تعديل ما بعد الترجمة.